# Campionati europei di 49er & 49er FX 2000
I Campionati europei di 49er & 49er FX 2000 si sono svolti a Medemblik, nei Paesi Bassi, dal 5 al 12 giugno.

## Podi
| Evento | Oro                                       | Argento                             | Bronzo                                |
| 49er   | Danimarca Michael Hestbæk Jonatan Persson | Ucraina Rodion Luka Heorhi Leonchuk | Spagna Iker Martínez Xabier Fernández |

## Medagliere
| Posiz. | Nazione   | Oro | Argento | Bronzo | Totale |
| ------ | --------- | --- | ------- | ------ | ------ |
| 1      | Danimarca | 1   | 0       | 0      | 1      |
| 2      | Ucraina   | 0   | 1       | 0      | 1      |
| 3      | Spagna    | 0   | 0       | 1      | 1      |
| Totale | Totale    | 1   | 1       | 1      | 3      |